# نلی مکی
نلی مکی (انگلیسی: Nellie McKay؛ زادهٔ ۱۳ آوریل ۱۹۸۲) یک موسیقی‌دان اهل ایالات متحده آمریکا است. وی از سال ۲۰۰۲ میلادی تاکنون مشغول فعالیت بوده‌است.
از فیلم‌ها یا مجموعه‌های تلویزیونی که وی در آن‌ها نقش داشته است می‌توان به پی‌نوشت: دوستت دارم اشاره نمود.